# Daniel Lagersparre
Daniel Svensson Lagersparre, tidigare  Leffler, född 1685 i Riddarholmens församling i Stockholm, död 16 januari 1749 i Stockholm, var en svensk ämbetsman

## Biografi
Daniel Lagersparre föddes 1685 och döptes 9 september(gamla stilen) samma år i Riddarholmens församling i Stockholm. Han var son till hovkonditorn Sven Hansson Leffler och Maria Myliander. Lagersparre sägs ha varit student vid Uppsala universitet, men uppges saknas i studentmatrikeln, blev 1700 extra ordinarie tjänsteman i Kammarrevisionen, 1704 kammarskrivare i kammarrevisionen och 1710 kamrer och sekreterare vid amiralitetet i Göteborg. År 1713 blev han tillförordnad kommissarie vid galäreskadern i Stockholm, och 1716 amiralitetskommissarie i staden. Han blev 10 juli 1719 överkommissarie och adlades samma datum till Lagersparre, som introducerades 1720 i Sveriges Riddarhus som nummer 1636. Lagersparre blev 21 februari 1724 räntmästare men misstänktes 1729 för förskingring och dömdes den 4 april 1734 till livstids straffarbete på Marstrands fästning och förlust av ära, namn och adelskap. Han benådadades 1747, avled 1749 i Stockholm och begravdes 19 januari samma år i Eds kyrka.

### Familj
Lagersparre gifte sig 1709 med Beata Margareta Hag (1688–1743), dotter av kommissarien Jonas Håg och Beata Persdotter. De fick tillsammans barnen Beata Elisabet Reuterskiöld (1710–1743), Carl Johan Reuterskiöld (född 1711), Charlotte Reuterskiöld (1712–1780) som var gift med kammarherren Carl Gustaf Reutercrantz och kaptenen Ulrik Alexander Hercules, ryttmästaren Axel Didrik Reuterskiöld (1714–1786), Hedvig Christina Reuterskiöld (1717–1781) som var gift med hovjunkaren Carl Gustaf Stiernhielm, majoren Carl Fredrik Reuterskiöld, Ulrika Eleonora Reuterskiöld (1719–1756), tjänstemannen Daniel Ulrik Reuterskiöld (född 1721), Fredrika Sofia Reuterskiöld (1727–1761) som var gift med bankokommissarien Vilhelm Gustaf de Besche och löjtnanten Fredrik Vilhelm Reuterskiöld (1728–1804).